# Schneckenhalde
Die Schneckenhalde ist ein Weiler im Hesselbachtal bei Oberkirch im Ortenaukreis in Baden-Württemberg und gehört zu Hesselbach. 

## Lage
Das geographische Objekt wird von Ludwig Heizman in Der Amtsbezirk Oberkirch in Vergangenheit und Gegenwart als Teil von Hesselbach erwähnt. Die Schneckenhalde befindet sich auf den halben Weg beim Übergang vom Hesselbachtal nach Ödsbach unterhalb des Heuberger Ecks. Auf alten Karten wurde dieser Ort auch so bezeichnet und wird auch noch bei Wanderbeschreibungen und in amtlichen Mitteilungen verwendet.

## Weiler
Der Weiler auf der Schneckenhalde besteht aus einem Bauernhof mit Brennerei und angebautem Stall, einem weiteren Wohnhaus, einer separaten Scheune und einem weiteren Nebengebäude. Der Kandelhöhenweg führt über die Schneckenhalde. Der Name rührt von einer Erhebung am Abhang, wo viele Schnecken lebten.